# La Poste (Suisse)
Pour les articles homonymes, voir La Poste.

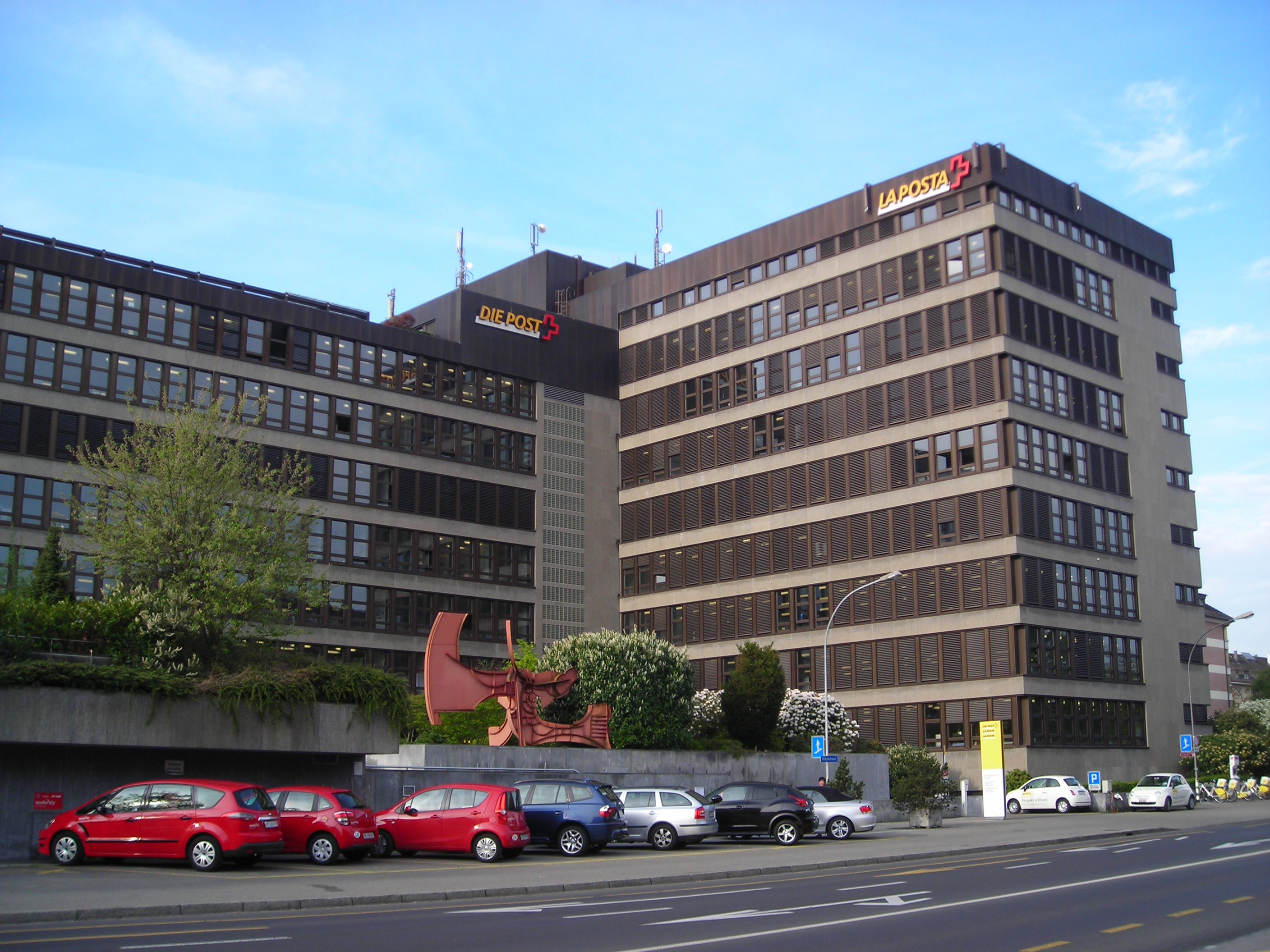
Le siège de La Poste à Berne.

La Poste (en allemand : Die Post, en italien et en romanche : La Posta), légalement La Poste Suisse SA (en allemand : Die Schweizerische Post AG, en italien : La Posta Svizzera SA, en anglais : Swiss Post Ltd), est une société de service postal appartenant à la Confédération suisse.
C'est une société anonyme au statut juridique particulier et ayant son siège à Berne. Il est issu de la division, le 1er janvier 1998, des PTT en deux entités :
- La Poste, chargée de la distribution du courrier, de la gestion de services financiers et de l'exploitation des cars postaux ;
- Swisscom, chargé des télécommunications.

La Poste dispose du monopole pour les envois de lettres pesant jusqu'à 50 grammes.
En 2012, La Poste suisse compte 2 254 points de vente répartis dans tout le pays. La Poste vend un vaste assortiment d’articles de nature postale ou non, allant des articles de papeterie aux téléphones portables, en passant par les ordinateurs. Elle a été classée meilleure du monde par l'Union postale universelle.

## Groupe
La Poste suisse est organisée en secteurs d'activité : Mail, Logistics, Services financiers et Transport de voyageurs ainsi que les domaines d'activité International, Réseau postal et vente ainsi qu'un service Philatélique.
- PostMail est chargée d'assurer le service universel postal. Elle bénéficie d'un monopole sur certaines prestations de courrier. PostMail propose en outre des services de marketing direct complets aux petites et moyennes entreprises.
- PostLogistics est chargé de l'envoi de colis et de la logistique des marchandises.
- Avec un réseau de 10 450 kilomètres, CarPostal transporte chaque année plus de 105 millions de voyageurs.
- PostFinance met à disposition des services de paiement, de placement, de prévoyance et de financement. Au cours des dernières années, elle est devenue un prestataire complet de services financiers.
- Swiss Post Solutions (SPS) est présente à l'international auprès de sociétés nationales et emploie près de 7 000 personnes dans 15 pays du monde[7]. La filiale est un fournisseur de services complets dans le domaine de la gestion de documents numériques et physiques[8]. Ses principaux marchés sont la Suisse, l'Allemagne, la Grande-Bretagne, les États-Unis, l'Europe du Sud et de l'Ouest et l'Asie[9].
- Swiss Post International se charge d'expédier des marchandises, de la publicité, de la correspondance commerciale ou des journaux au-delà des frontières. Elle est présente en Suisse ainsi que dans de nombreux pays.
- Réseau postal et vente se charge notamment des bureaux de postes. Avec des milliers d'office de poste présents dans toute la Suisse, c'est à ces endroits que se font les envois de courrier, les transactions financières, la vente de différents produits de télécommunication et de papeterie.
- Le service philatélique est encore présent dans quelques offices de poste. La plupart du temps les philatéliste ont recours à une commande directe à la centrale.

## Histoire

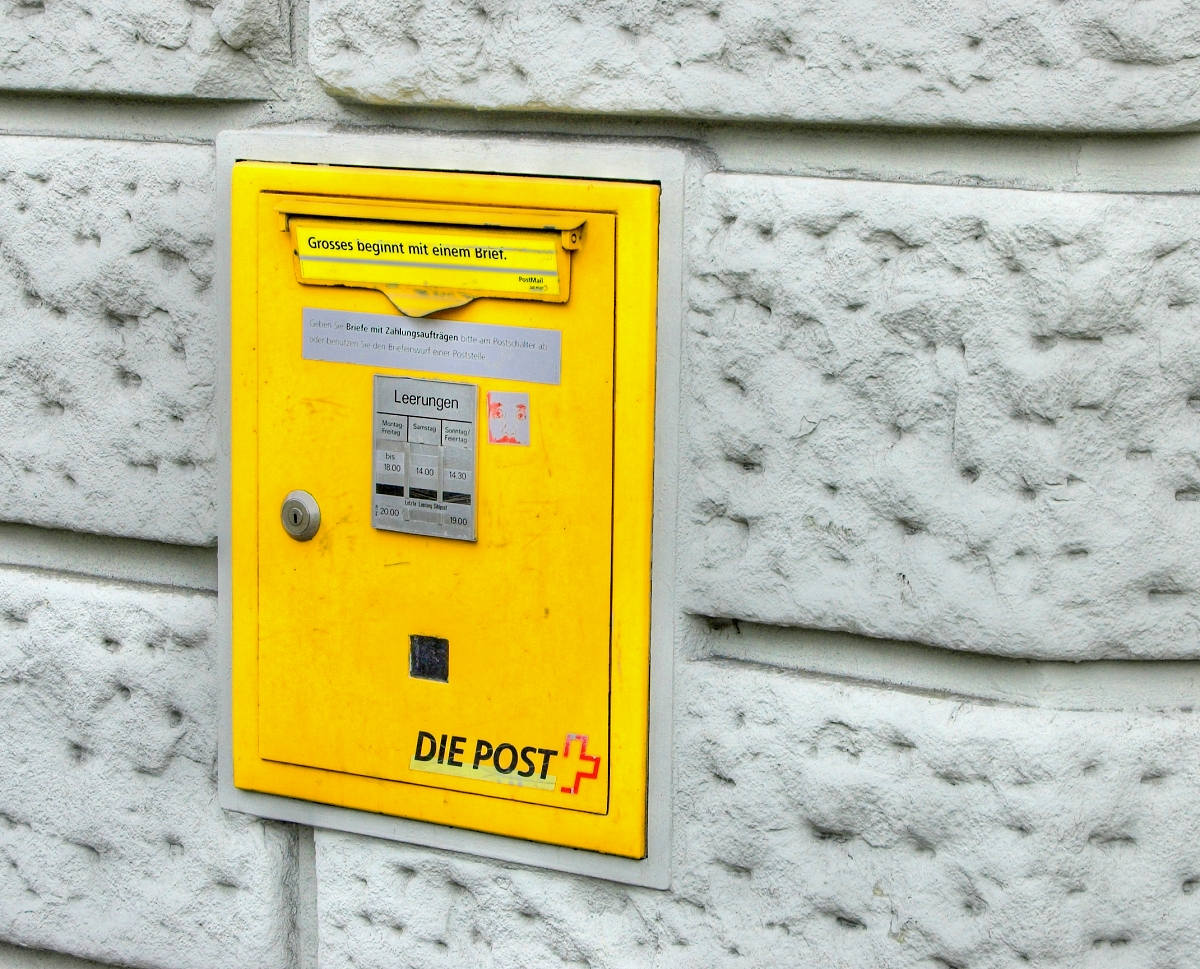
Boîte aux lettres murale de La Poste.

- 1849 : Création de la poste fédérale

La reprise de La Poste par la Confédération le 1er janvier 1849 a été décidée presque sans opposition et ancrée dans la Constitution fédérale en 1848 sous l'article 33. Les inconvénients des Postes cantonales étaient trop évidents. Dès cette époque, sa mission était de transporter des voyageurs ainsi que des lettres, des colis et des fonds.
En 1849, La Poste a été divisée en onze districts postaux. Chaque district postal avait sa propre direction qui dépendait à son tour de la direction générale de Berne. La création des districts postaux s'est fortement basée sur les frontières linguistiques et cantonales et sur les anciennes régions des postes cantonales.
- 1857 : 1ers wagons postaux
- 1874 : Fondation de l'Union postale universelle à Berne
- 1903 : 1ers transports postaux par véhicules motorisés
- 1906 : Introduction du chèque postal
- 1913 : 1er transport postal aérien
- 1920 : Création des PTT regroupant, sous une seule direction, la poste, la téléphonie et la télégraphie
- 1928 : 1re communication téléphonique vers l'Amérique
- 1939 : Habillement des boîtes aux lettres et des automates à timbres en jaune.
- 1951 : 1re concession de télévision
- 1961 : Dernière tournée à cheval à Avers (Grisons)
- 1964 : Introduction des numéros postaux d'acheminement
- 1978 : 1er Postomat et introduction du Natel, 1er téléphone mobile en Suisse
- 1989 : Introduction des intérêts pour les comptes postaux
- 1998 : Division des PTT en deux entreprises : La Poste et Swisscom
- 2013 : La Poste Suisse devient La Poste Suisse SA après son inscription au registre du commerce
- 2023 : Prise de participation majoritaire dans le prestataire romand T2i

Entre 2001 et 2014, La Poste a fermé environ 1 800 bureaux de poste. En 2001, La Poste comptait près de 3 400 bureaux de poste, et en 2014, 1 562. En contrepartie, La Poste a ouvert 660 agences, installées dans des commerces, et offre près de 1 300 services à domicile. Les raisons de ces fermetures s'expliquent notamment par la modification des habitudes de la population, avec le paiement sur Internet, le courrier électronique, le SMS. En dix ans, entre 2005 et 2015, le nombre de lettres déposées dans un office de poste a diminué de 65 %, celui des colis de 43 % et les paiements au guichet de 34 %.

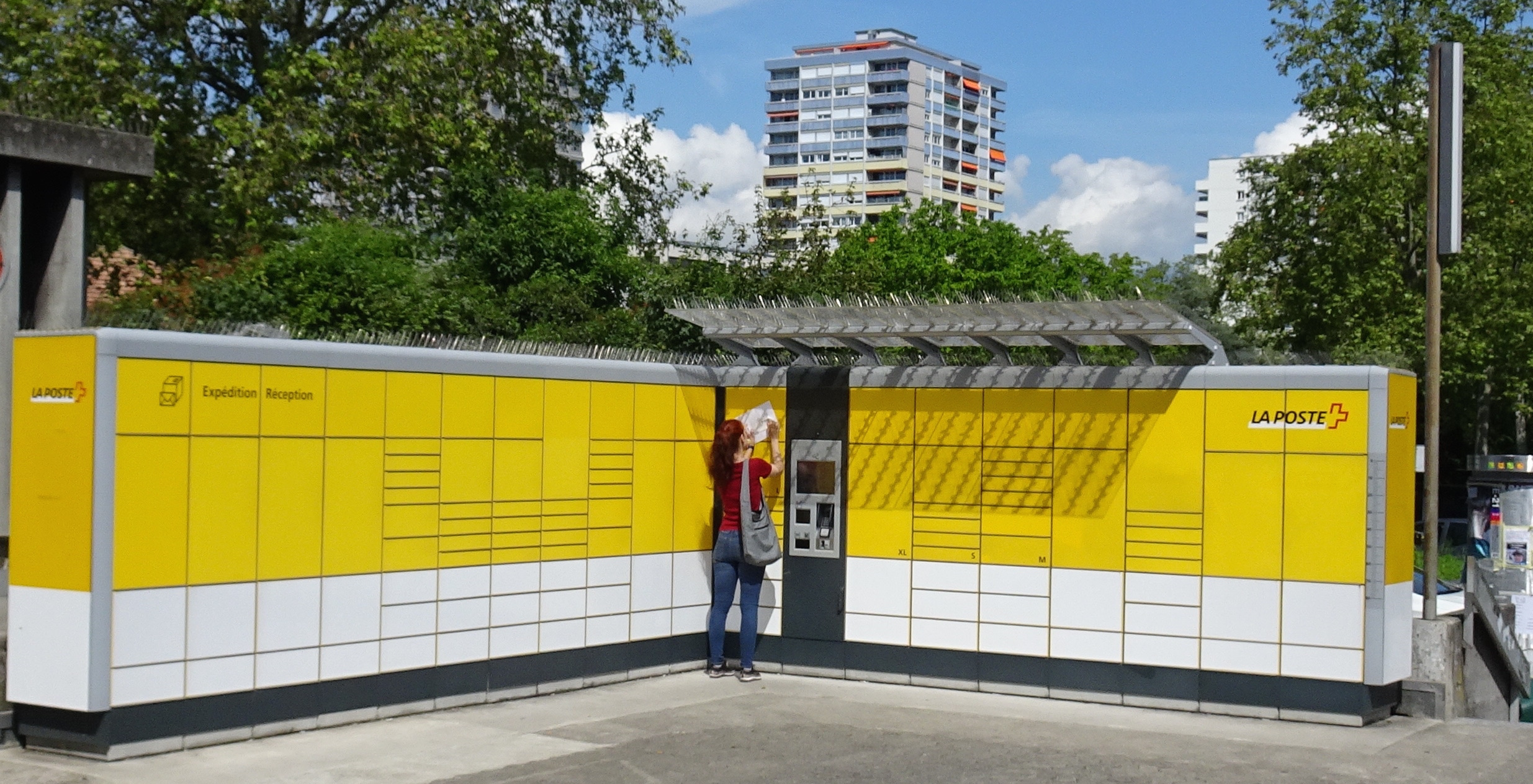
Automate « My Post 24 » à Lancy.

La libéralisation du secteur postal initiée au début des années 1990 a fait l'objet de plusieurs critiques quant à son impact sur les conditions de travail du personnel.

Logo de la Poste entre 1998 et 2023.

## Centres de distribution des colis et du courrier
La Poste Suisse possède trois centres de colis, à Daillens, Härkingen, Frauenfeld et quatre centre colis régional (CCR) à Vétroz, Ostermundigen, Cadenazzo et Untervaz.
Pour le courrier, elle possède trois centres principaux, appelé Centre de courrier (CR), à Éclépens, Härkingen et Zurich-Mülligen (qui est le plus grand de La Poste Suisse et également le seul centre courrier à traiter le courrier international), et six centres secondaires, appelé Centre logistique de traitement du courrier (CLT), à Genève, Bâle, Ostermundigen, Kriens, Gossau, et Cadenazzo pour traiter environ 15 millions d’envois par jour. Cette infrastructure est complétée par deux centres logistique de vidéocodage et de traitement des retours, à Sion et Coire.

## Bâtiments
Depuis le XIXe siècle, la Poste a construit en Suisse un grand nombre d’édifices représentatifs d’une extraordinaire richesse variété, aussi bien dans leur architecture que dans leur décoration. Pour les édifices précoces, il y a notamment la première poste de Saint-François, à Lausanne, élevée par l’architecte Alexandre Perregaux, tandis que la deuxième maison des postes de 1863-1864 est due à Bernhard Simon.
La fin du XIXe siècle et le XXe siècle ont laissé des bâtiments et décors de grande qualité, reflétant les courants artistiques de leur époque. On citera ainsi la poste de Saint-Gall (1887), premier édifice construit par la Confédération sous sa propre régie ; la grande poste de la rue du Mont-Blanc, à Genève (1892), grand édifice néoclassique à colonnade ; la poste de Sarnen (1902) dans le canton d’Obwald, d’influence Heimatstil ; le palais des postes de Schwytz (1910), édifice néobaroque pourvu en façade, tout comme dans le grand hall, d’un remarquable décor peint.
Pour les bâtiments plus récents, on relève l’architecture moderne de la poste de Rapperswil (1934) ou de celle de Scuol (1964) de Bruno Giacometti, tandis que la poste d’Arosa (1950) tout comme celle d’Yverdon (vers 1957) reflètent un sage modernisme PTT. Le mouvement contemporain est représenté par la Sihlpost de Zurich, édifice art déco de 1929 agrandi en 2014-2015, par le bâtiment de la direction générale Bern-Schönburg (1966), jusqu’à la spectaculaire halle des bus postaux à Coire, structure métallique en résille formant une vaste voûte (1990-1995).
Certaines œuvres d’art sont également particulièrement marquantes sur ces bâtiments. Notamment l’installation de néons (Numeri Codati da 1 a 987) par Mario Merz sur le bâtiment administratif de la Poste à Zurich-Mülligen (1975/1992), ou encore les remarquables peintures illusionnistes de Felice Varini à l’hôtel des postes de la rue du Mont-Blanc à Genève (1991).
Contrairement aux écoles, les salles de guichets n'ont pas été systématiquement ornées de d'œuvres d'art. Quelques exceptions cependant confirment la règle. Ainsi la salle des guichets de poste principale de Bâle (1878-1889) a été agrémentée en 1910 de décors Jugendstil et de vitraux et peintures murales de Burkhard Mangold, puis en 1931 le peintre Ernst Stocker (Coghuf) voit l'une de ses œuvres choisies pour cet emplacement. Ailleurs, à Langnau im Emmental, un petit bâtiment des postes construit en 1949-1952 a été orné en 1952 de peintures d'Elsbeth Gysi. À Kriens, c'est le peintre Rolf Meyer qui orne en 1971 une paroi d'une grande fesque illustrant la légende du Pilate.
De manière plus générale, d’ailleurs, la Poste constitue une collection d’art depuis 1887 et favorise les réalisations artistiques dans ses immeubles,.

## Véhicules
La poste dispose des véhicules suivants pour assurer la distribution du courrier et des colis:
Deux-roues
Puch Velux 30 à vitesse automatique
- Piaggio

Électrique
- tracteur électrique Klingler
- scooter électrique Kyburz

Voitures
- Renault Kangoo I
- Fiat Scudo II
- Fiat Panda III

Fourgons légers
- Volkswagen Transporter T3
- Volkswagen Transporter

Fourgons lourds
- Fiat Ducato
- Renault Master

Camions
- Mercedes-Benz NG
- Mercedes-Benz SK
- MAN F90
- Mercedes-Benz Atego
- Mercedes-Benz Actros

Transport de passagers léger et autocar
Voir CarPostal

## Philatélie
Chaque année, le domaine d’activité philatélie émet une quarantaine de nouveaux timbres-poste. Nombre d’entre eux sont des innovations au niveau international, tels que par exemple le timbre en bois.

## Galerie d'images

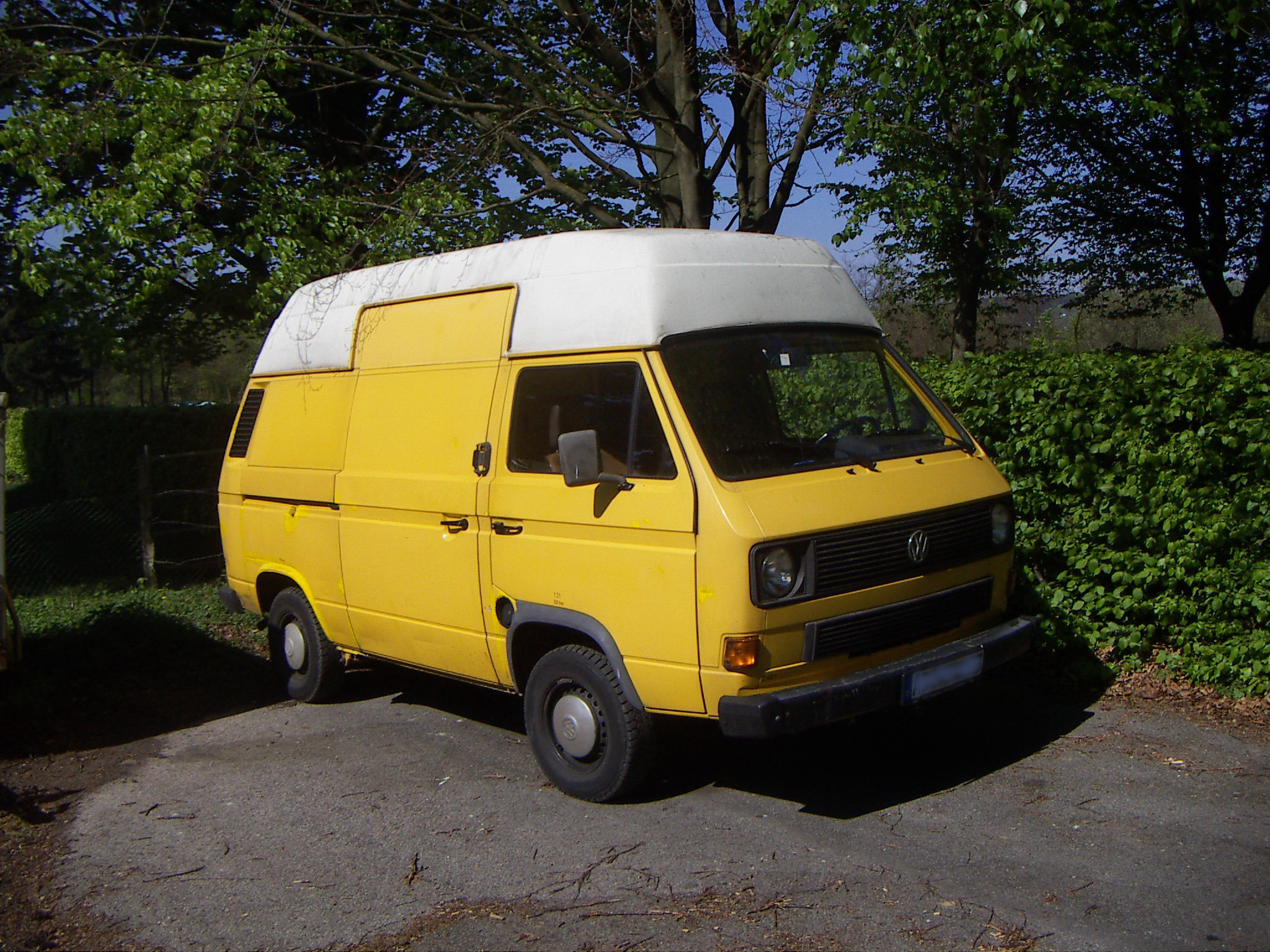
Volkswagen Transporter T3 à empattement court.
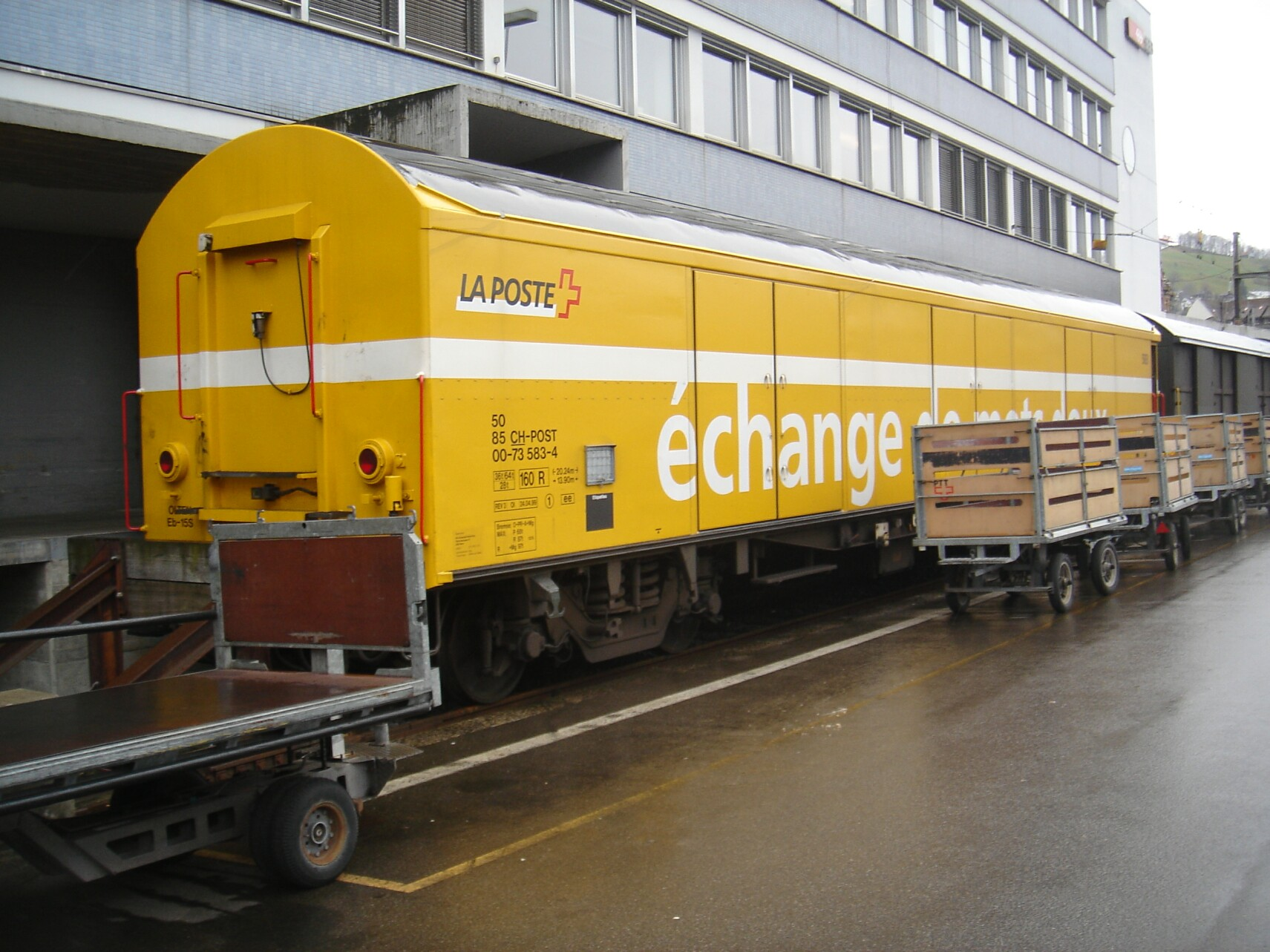
Allège postale, au premier plan des tapissières.
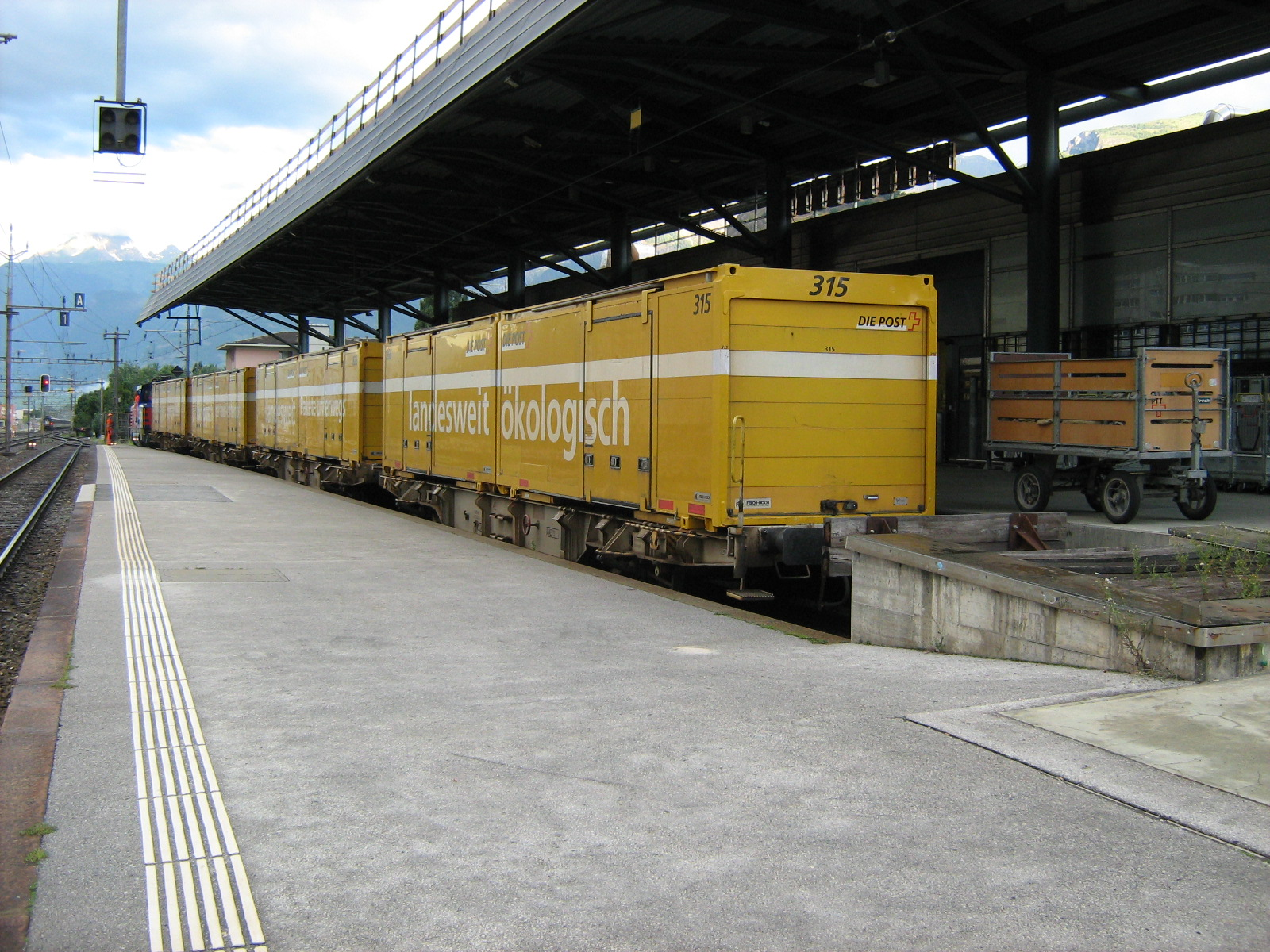
Allège postale moderne, essieu de wagon porte-conteneur à rollbox (RX), transportables par grue.
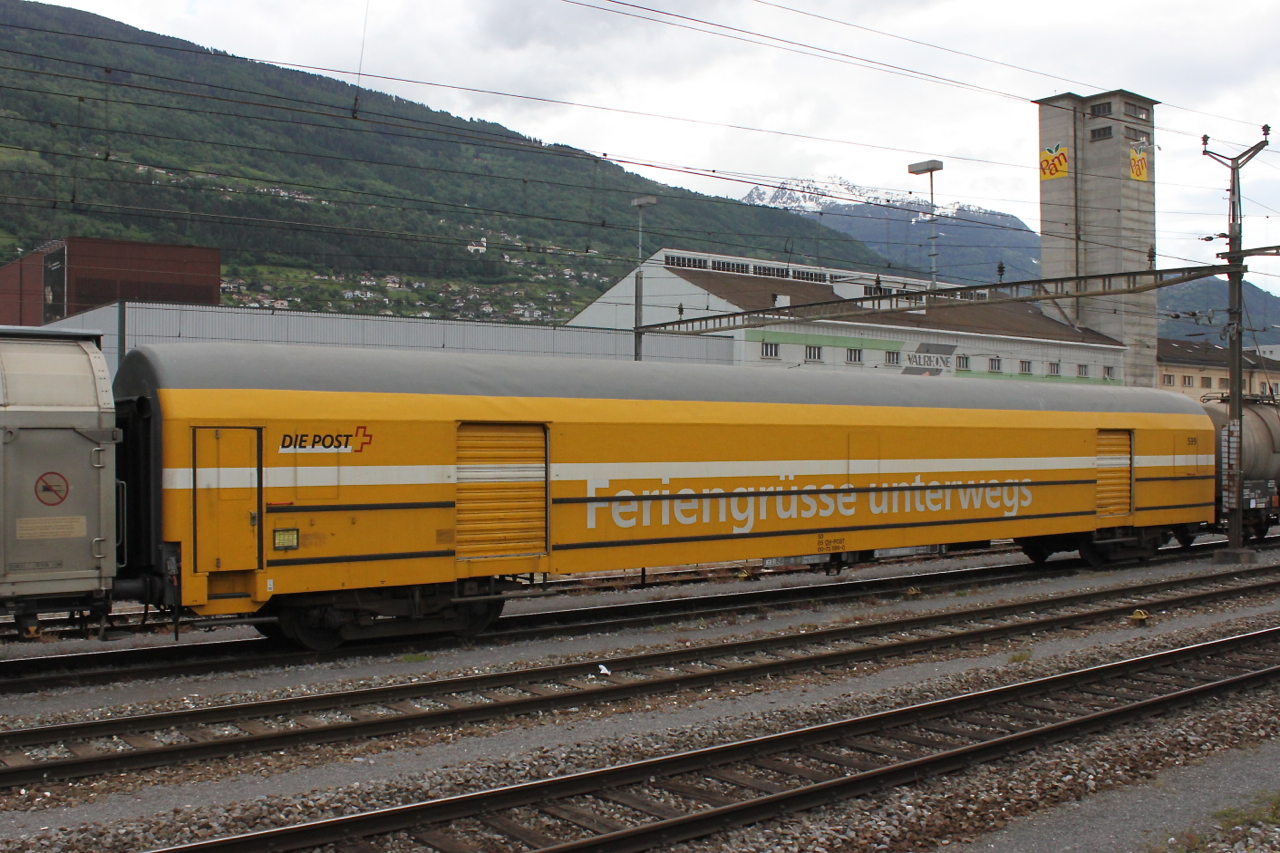
Ancien bureau postal ambulant français UIC de 1973 transformé en allège postale à Sion.
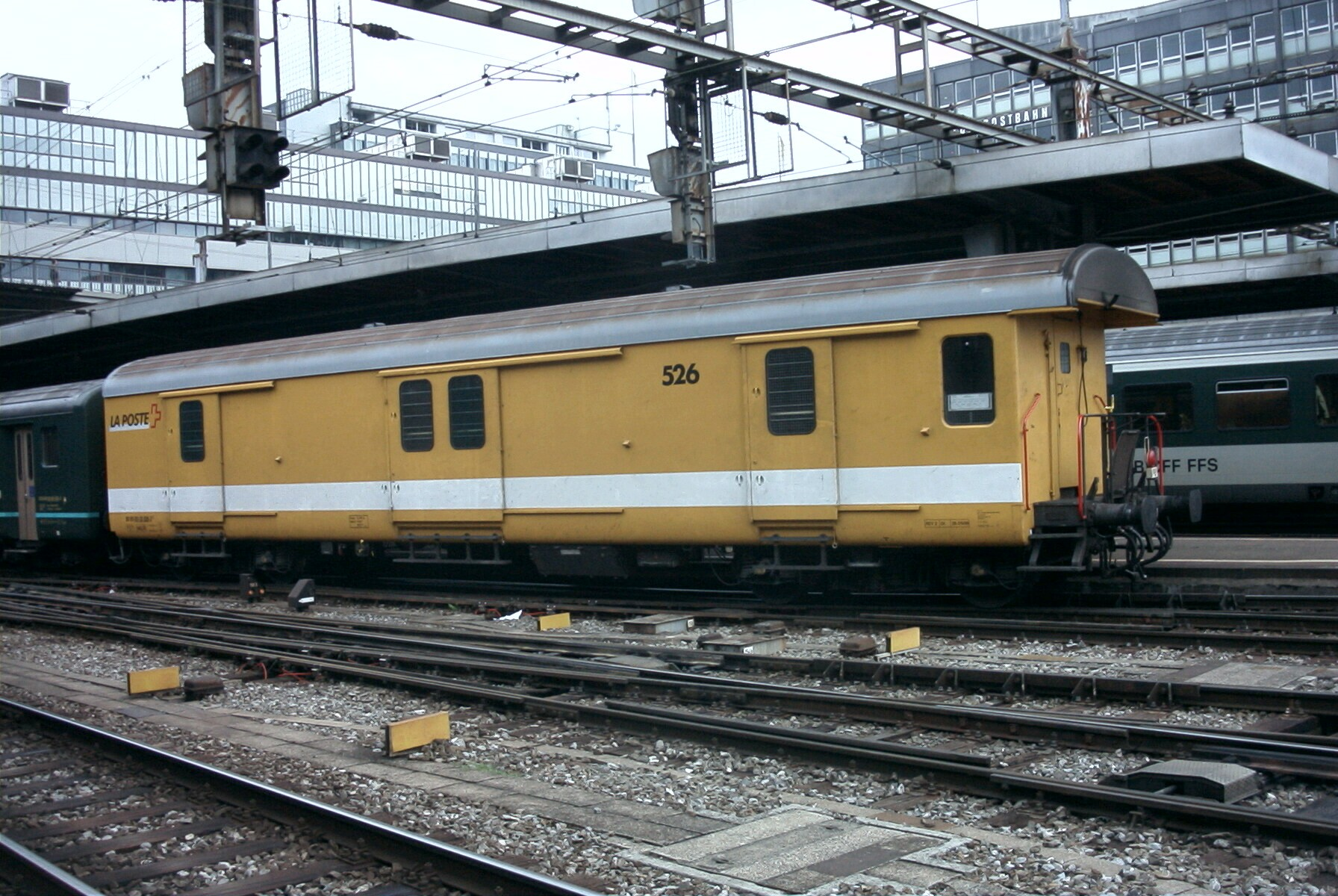
Fourgon postal d'ambulant postal équipé d'un bureau ambulant.
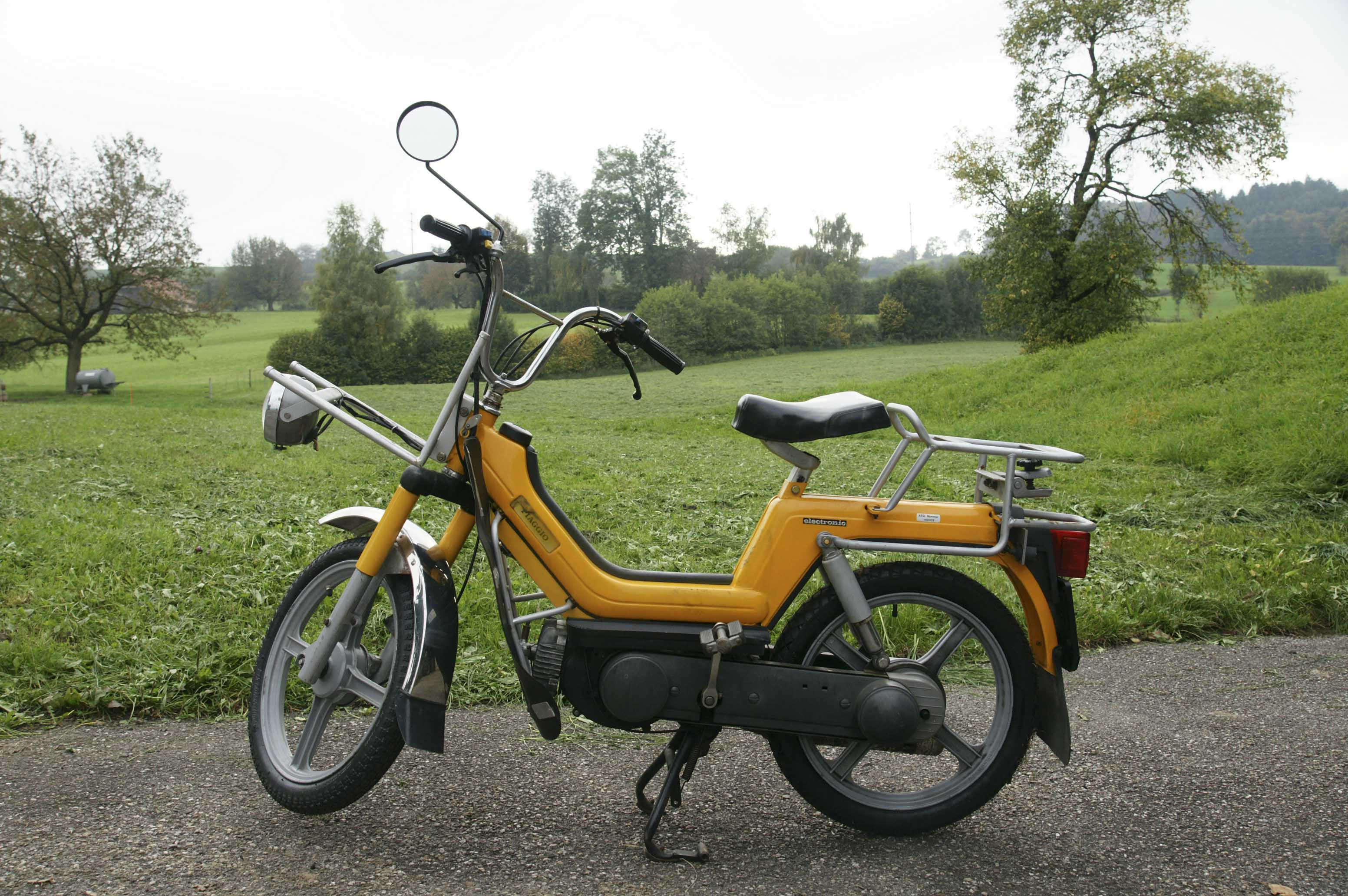
Vélomoteur Piaggio de facteur.
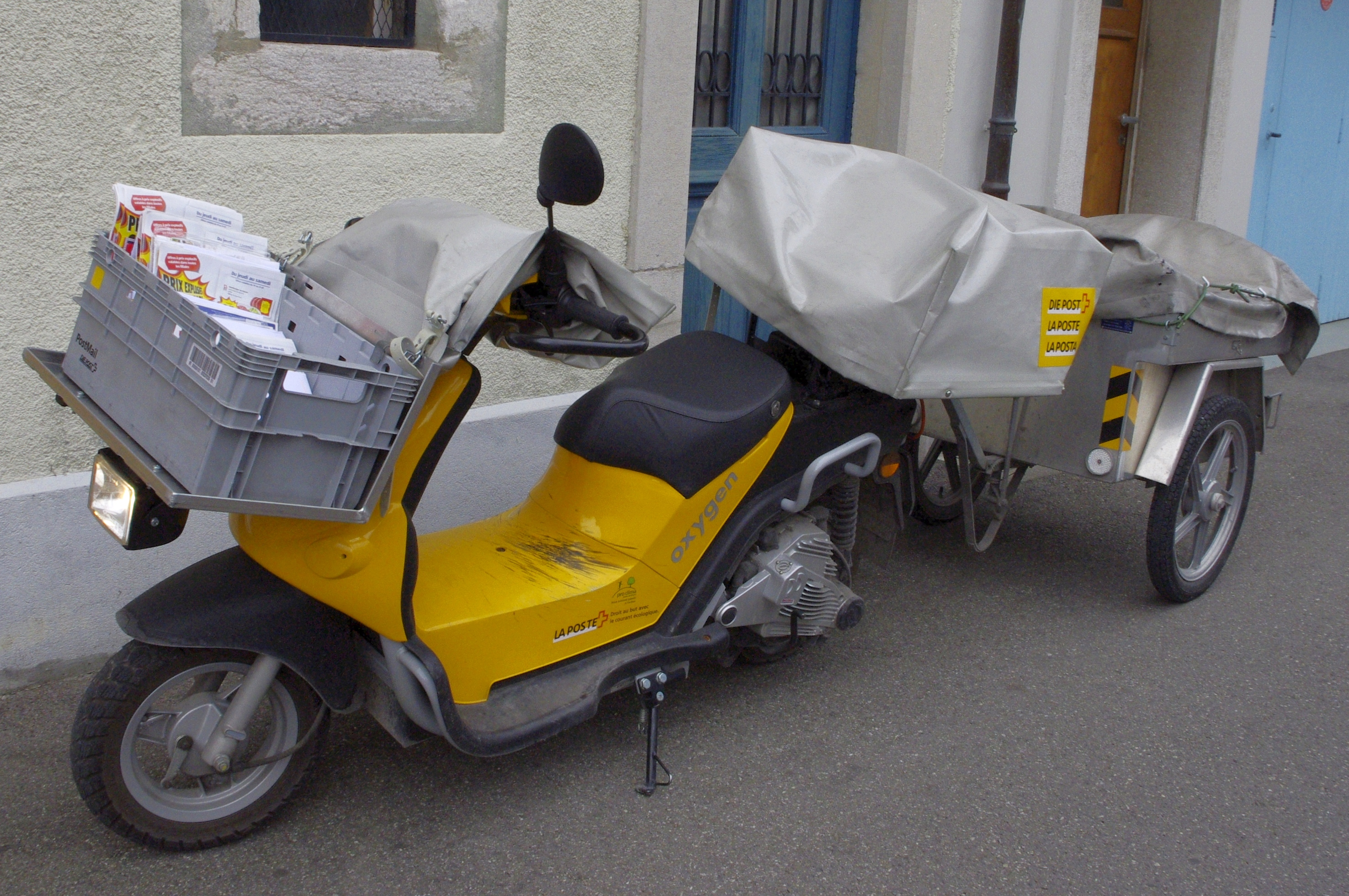
Scooter de facteur.
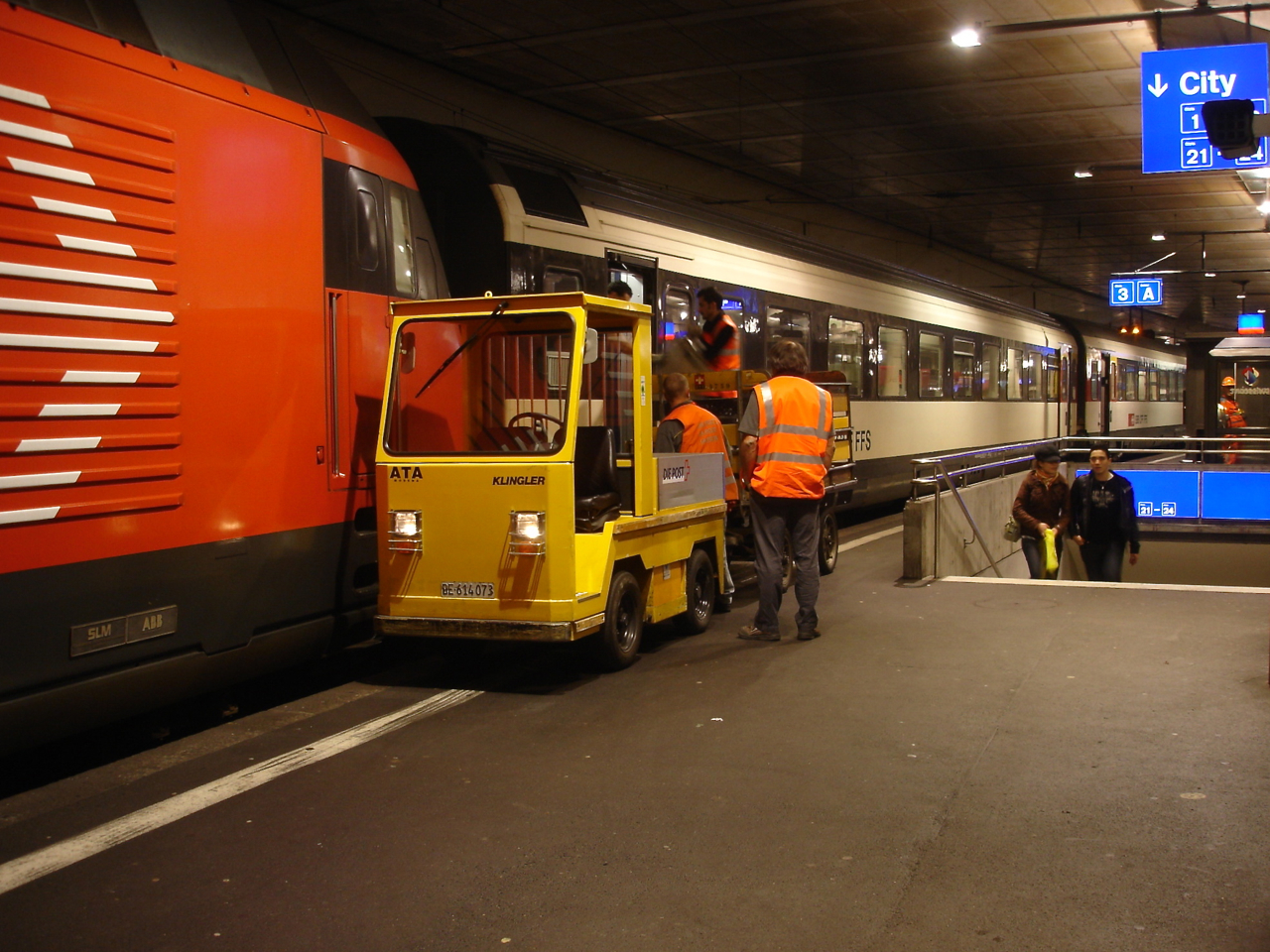
Véhicule électrique Klingler en gare.
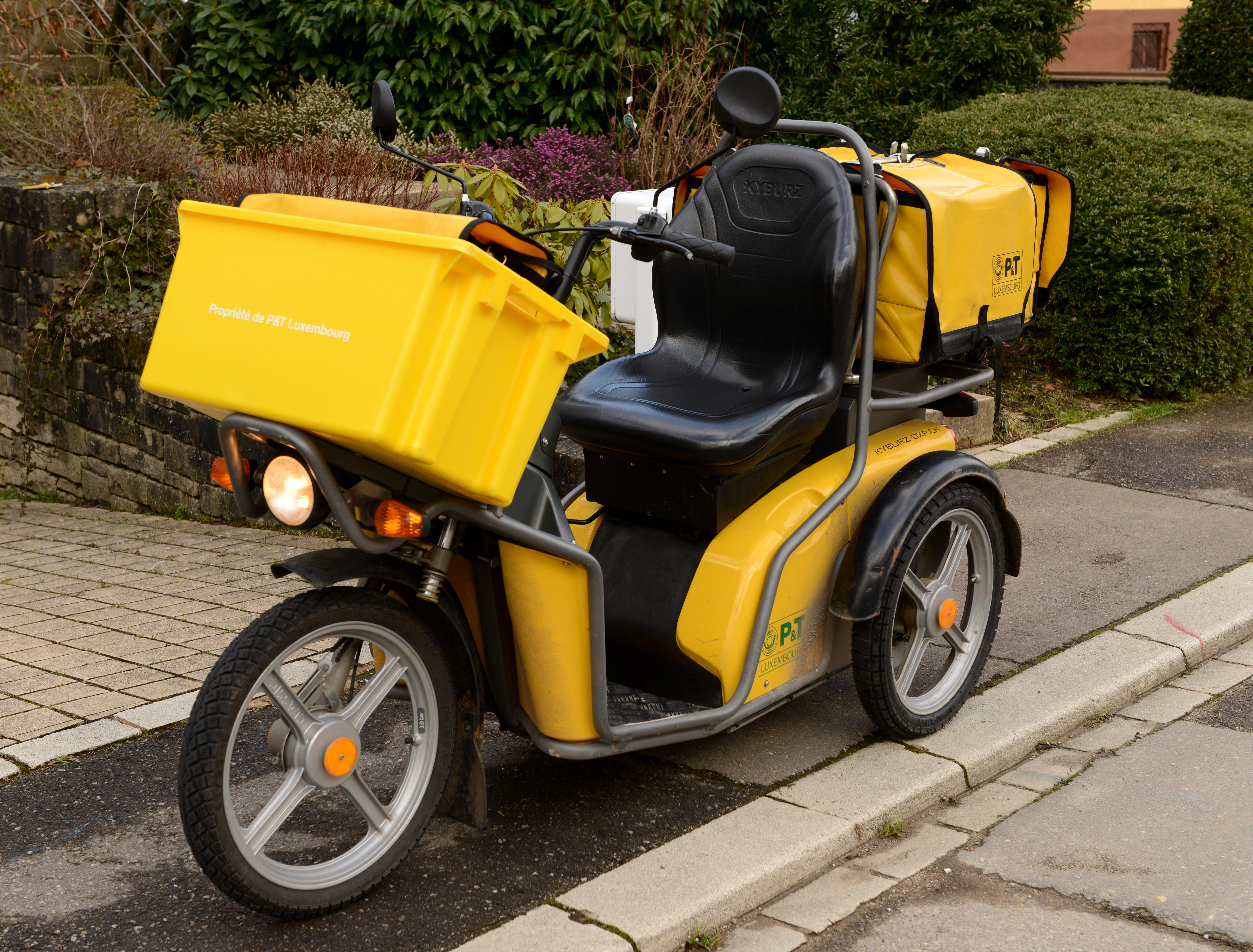
Kyburz DXP à 3 roues.